# Jake Diekman
Jacob Tanner Diekman (né le 21 janvier 1987 à Wymore, Nebraska, États-Unis) est un lanceur gaucher des Mets de New York de la Ligue majeure de baseball.

## Carrière

### Phillies de Philadelphie
Jake Diekman est drafté par les Phillies de Philadelphie au 30e tour de sélection en 2007.
Il fait ses débuts dans le baseball majeur avec les Phillies le 15 mai 2012 et, à cette première présence comme lanceur de relève, il reçoit sa première victoire lorsque Philadelphie l'emporte sur les Astros de Houston.
Le 1er septembre 2014, Diekman lance la 7e manche d'un match sans coup sûr combiné amorcé par Cole Hamels (6 manches lancées) et terminé par Ken Giles (une manche) et Jonathan Papelbon (une manche) dans une victoire de 7-0 des Phillies à Atlanta sur les Braves.

### Rangers du Texas
Diekman est échangé aux Rangers du Texas le 31 juillet 2015 avec le lanceur gaucher étoile Cole Hamels, en retour des lanceurs droitiers Alec Asher, Jerad Eickhoff et Jake Thompson, du lanceur gaucher Matt Harrison, du voltigeur Nick Williams et du receveur Jorge Alfaro.